# Der Turm der lebenden Leichen
Der Turm der lebenden Leichen, auch Devil’s Tower – Der Schreckensturm der Zombies (Original: Tower of Evil) ist ein britischer Horrorfilm aus dem Jahr 1972. Regie führte Jim O’Connolly, der basierend auf einer Geschichte von George Baxt das Drehbuch schrieb.
Die Aufnahmen zum Film entstanden vorwiegend in den Shepperton Studios in der englischen Grafschaft Surrey. Bei dem im Film verwendeten fiktiven Snape Island handelt es sich keineswegs um die gleichnamige kanadische Snapeinsel, einem Eiland der Belcherinseln im Südosten der Hudson Bay.

## Handlung
Auf der gerüchteumwobenen Leuchtturminsel Snape Island, einem nebelverhangenen Eiland vor der britischen Küste, finden zwei einheimische Fischer drei grausam zugerichtete Leichen. Die Opfer, zwei befreundete amerikanische Touristenpaare, wurden von zwei totgeglaubten Familienangehörigen der Seeleute getötet, die einst den Verstand verloren und seitdem alles Menschliche, das sich auf die kleine Insel mit dem Leuchtturm wagt, regelrecht abschlachten. Lediglich der 21-jährigen Amerikanerin Penelope Reed, Augenzeugin des Massakers, gelang es dem Blutbad auf dem Inselchen zu entfliehen. Seitdem versteckt sich die Überlebende unbekleidet in einem angrenzenden Schuppen des Leuchtturms. Beim Eintreffen der Fischers verletzt die geistig verwirrte Frau unglücklicherweise einen ihrer Retter tödlich.
Das traumatisierte Mädchen wird mit katatonischen Symptomen in die Psychiatrie eingeliefert und von der Polizei um Inspektor Hawk vernommen. Aufgrund ihres mangelnden Erinnerungsvermögens und tiefgreifender Störungen ihres Bewegungsapparates ist sie jedoch nicht in der Lage den Tathergang vollständig zu rekonstruieren. Für die Polizei gilt sie daher als Hauptverdächtige in diesem mysteriösen Fall.
Die Eltern Penelopes beauftragen den Privatdetektiv Evan Brent mit Nachforschungen, um die Anschuldigungen gegenüber ihrer unter Mordverdacht stehenden Tochter zu entkräften. Brent schließt sich einer Forschungsexpedition aus Archäologen an, die ein Phöniziergrab auf der Leuchtturminsel mit einem goldenen Götterbild von Baal, dem phönizischen Gott, vermutet. Die fünfköpfige Gruppe wird vom überlebenden Fischer und Fährmann Hamp Gurney, dessen Vater zuvor von der verwirrten Penny getötet wurde, mitsamt seinem triebhaften Neffen Brom begleitet. Der skeptische Detektiv Brent erfährt im Zuge seiner Ermittlungen, dass die Insel von einem geistesgestörten Leuchtturmwärter namens Saul Gurney bewohnt wurde, der mitsamt seiner Familie seit Jahren auf rätselhafte Weise verschollen ist. Hamp ist der Bruder des verschwundenen Wärters. Den Forschern und Mitgliedern der Expedition wird jedoch bald klar, dass sie auf der steinigen Insel nicht allein sind, spätestens nachdem ein Unbekannter ihnen jegliche Möglichkeiten nimmt von der Insel zu fliehen. Indizien und Spuren vermutet Brent, der die neuerlichen Geschehnisse im Zusammenhang mit den jüngsten Mordfällen sieht, instinktiv unter dem weitverzweigten Tunnelsystem der Insel.
In den dunklen Gängen unter dem Leuchtturm finden die Expeditionsteilnehmer eine Kultstätte des Gottes Baal. Zeitlich versetzt werden die Expeditionsteilnehmer nach und nach vom totgeglaubten und verwahrlosten Saul und dessen Sohn Michael grausam abgeschlachtet. Am Ende des Films gelingt es Brent Saul in einem Handgemenge zu erschießen, während der mordende Michael mitsamt dem Leuchtturm und dem unterirdischen Tunnelsystem explodiert und darin jämmerlich verbrennt. Brent und zwei Wissenschaftler überleben das Abenteuer.

## Kritiken
„Wabernde Nebel, miese Kulissen, grobschlächtige, längst abgewetzte Schauerbilder, konfektionierter Sparsex und ein paar flotte (müde) Sprüche vermögen beileibe nicht, das von der Werbung verheißene ‚Schreien‘ des Zuschauers hervorzulocken. Hier gelingt es einem drittklassigen Regisseur völlig, sein […] ‚Drehbuch‘ erfolgsunträchtig zu ramponieren […] Von den ‚Darstellungskünsten‘ einzelner Chargen gar nicht zu reden.“

„Horrorfilm mit Vorliebe für blutige Szenen und Sex, nur streckenweise spannend.“